# Lanzarote (sopka)
Lanzarote je název vulkanického komplexu struskových kuželů, kráterů a trhlin, nacházející se na ostrově stejného jména. Je to zároveň místo koncentrace nejmladšího vulkanismu na Kanárských ostrovech.
Ostrov křižuje ve směru severozápad-jihovýchod zlomová zóna, kolem níž je soustředěn všechen vulkanický materiál. Ostrov byl i svědkem největší erupce na Kanárských ostrovech v období mezi 1. září 1730 a 16. dubnem 1736. Během celého období bylo z kráteru Montana del Fuego vyvržených asi 4mld. m3 lávy, která pokryla území asi 200 km2.

## Seznam vulkanických fenoménů komplexu
- Struskové kužely
  - Montaña Amarilla
  - Montaña Bermeja
  - Montaña Blanca
  - Montaña Clara
  - Montaña del Clerigo Duarte
  - Monte Corona
  - Montaña del Fuego
  - Montaña Guatisea
  - Los Helechos
  - Montaña de Juan Perdomo
  - Montaña Lobos
  - Montaña del Mojon
  - Morro de las Atalayas
  - Pico Partido
  - Montaña de Pedru Barba
  - Roque de Infierno
  - Montaña Tamia
  - Volcan de Tao
  - Antigua Timanfaya
  - Montana de Tinga
- Krátery
  - Caldera Blanca
  - La Caldera
  - Carabullo o Pedregal
  - Caldera Colorada
  - Montaña Colorada
  - Caldera del Corazoncillo
  - Cuervo
  - Caldera de los cuervos
  - Montaña de los cuervos
  - Montañas del Fuego De Timanfaya
  - Caldera de Fuencaliente
  - Calderas de las Lapas
  - Volcan de Mazo
  - Montzana Negra
  - Volcan Nuevo del Fuego
  - Volcan Nuevo
  - Calderas Occidentales
  - La Quemada de Orzola
  - Montaña Quemada
  - Las Calderas Quemada
  - Volcan de el Quemado
  - Caldera Rajada
  - Montaña Rajada
  - Montaña Rodeos
  - Caldera Roja de Mazo
  - Caldera de Santa Catalina
  - Tinguaton